# Ибаити (микрорегион)

Ибаити на карте.

Ибаити (порт. Microrregião de Ibaiti) — микрорегион в Бразилии, входит в штат Парана. Составная часть мезорегиона Север Пиунейру-Паранаэнси. 
Население составляет 	77 359	 человек (на 2010 год). Площадь — 	3034,271	 км². Плотность населения — 	25,50	 чел./км².

## Демография
Согласно сведениям, собранным в ходе переписи 2010 г. Национальным институтом географии и статистики (IBGE), население микрорегиона составляет:						
| Полное население                             | Полное население                             | Полное население                             | Полное население                             | 77 359 |
| -------------------------------------------- | -------------------------------------------- | -------------------------------------------- | -------------------------------------------- | ------ |
| в том числе:                                 | Городское население                          | 55 531                                       | Процент городского населения, %              | 71,78  |
|                                              | Сельское население                           | 21 828                                       | Процент сельского населения, %               | 28,22  |
|                                              | Мужское население                            | 39 221                                       | Процент мужского населения, %                | 50,70  |
|                                              | Женское население                            | 38 138                                       | Процент женского населения, %                | 49,30  |
| Плотность населения, чел/км²                 | Плотность населения, чел/км²                 | Плотность населения, чел/км²                 | Плотность населения, чел/км²                 | 25,50  |
| Население микрорегиона в % к населению штата | Население микрорегиона в % к населению штата | Население микрорегиона в % к населению штата | Население микрорегиона в % к населению штата | 0,74   |

## Статистика
- Валовой внутренний продукт на 2003 год составляет 438 586 931,00 реалов (данные: Бразильский институт географии и статистики).
- Валовой внутренний продукт на душу населения на 2003 год составляет 5798,68 реалов (данные: Бразильский институт географии и статистики).
- Индекс развития человеческого потенциала на 2000 год составляет 0,693 (данные: Программа развития ООН).

## Состав микрорегиона
В составе микрорегиона включены следующие муниципалитеты:
1. Консельейру-Майринк
2. Куриува
3. Фигейра
4. Ибаити
5. Жаботи
6. Жапира
7. Пиньялан
8. Сапопема